# Puyo Puyo Tetris 2
Puyo Puyo Tetris 2 (ぷよぷよテトリス2 Puyopuyo Tetorisu 2?) es un videojuego de lógica desarrollado por Sonic Team y publicado por Sega. Es la secuela directa de Puyo Puyo Tetris. El juego fue lanzado en diciembre de 2020 para PlayStation 4, Xbox One, Nintendo Switch, PlayStation 5 and Xbox Series X/S, y una versión Microsoft Windows cuyo lanzamiento está programado para comienzos de 2021.

## Jugabilidad
Además de una nueva historia y personajes, el juego presenta nuevos modos, como las batallas de habilidades, que permiten que las habilidades y los elementos basados en personajes cambien rápidamente el juego. También posee un mejorado modo en línea multiplataforma. En el modo Aventura, el jugador atravesará un mundo y participará en batallas de habilidades con otros personajes de la historia, que actúa más como un JRPG.

## Desarrollo y lanzamiento
El 26 de agosto de 2020 durante una presentación de Nintendo Direct Mini, el juego se exhibió y estaba programado para diciembre de 2020 para Nintendo Switch. Más tarde ese día, se descubrió que el juego se lanzaría el 8 de diciembre de 2020 junto con las versiones de Xbox One, Xbox Series X y PlayStation 4, y la versión japonesa se lanzaría dos días después. También se anunció una versión de PlayStation 5 y se lanzaría durante vísperas de Navidad, que luego se reveló el mismo día que las otras versiones. Se dijo que una versión de Microsoft Windows en Steam se lanzaría a principios de 2021. Una actualización del 14 de enero de 2021 agregó a Sonic the Hedgehog de la serie del mismo nombre como personaje invitado jugable.

## Recepción
El juego recibió críticas generalmente positivas según el agregador de reseñas Metacritic, otorgando una calificación de 80/100 para la versión de Nintendo Switch, PlayStation y Xbox Sreries X, y una calificación de 76/100 para la versión de PlayStation 5, junto con una calificación del público de 8,4 para la versión de Nintendo Switch.
NintendoWorldReport cita la versión para Nintendo Switch como un juego «que no reinventó la rueda» pero sí «mantiene lo que lo hace funcionar bien, agregando o refinando aspectos del juego», otorgando una calificación de 9. Vandal lo cita como uno de los cross-over más grandes, otorgando una nota de 8. IGN Italia lo cita como un precioso paquete con un montón de opciones de juego, elogiando el modo campaña para un jugador, pero alabando el modo multijugador, otorgando una puntuación de 8,7.